# Max Brooks
Maximillian Michael "Max" Brooks (Nova Iorque, 22 de maio de 1972) é um escritor americano, conhecido por ser o autor de dois significativos livros sobre zombies: The Zombie Survival Guide, um guia sobre como sobreviver a um apocalipse zumbi, e World War Z, uma narrativa fictícia que estabelece a Terceira Guerra Mundial como um confronto em larga escala contra estas criaturas.
Ambas as obras foram consideravelmente bem-sucedidas, e o apreço da crítica e público levou Brooks a ser contratado para escrever também roteiros para histórias em quadrinhos americanas, como o romance gráfico The Zombie Survival Guide: Recorded Attacks — uma adaptação de seu primeiro livro — e a minissérie G.I. Joe: Hearts & Minds.

## Biografia

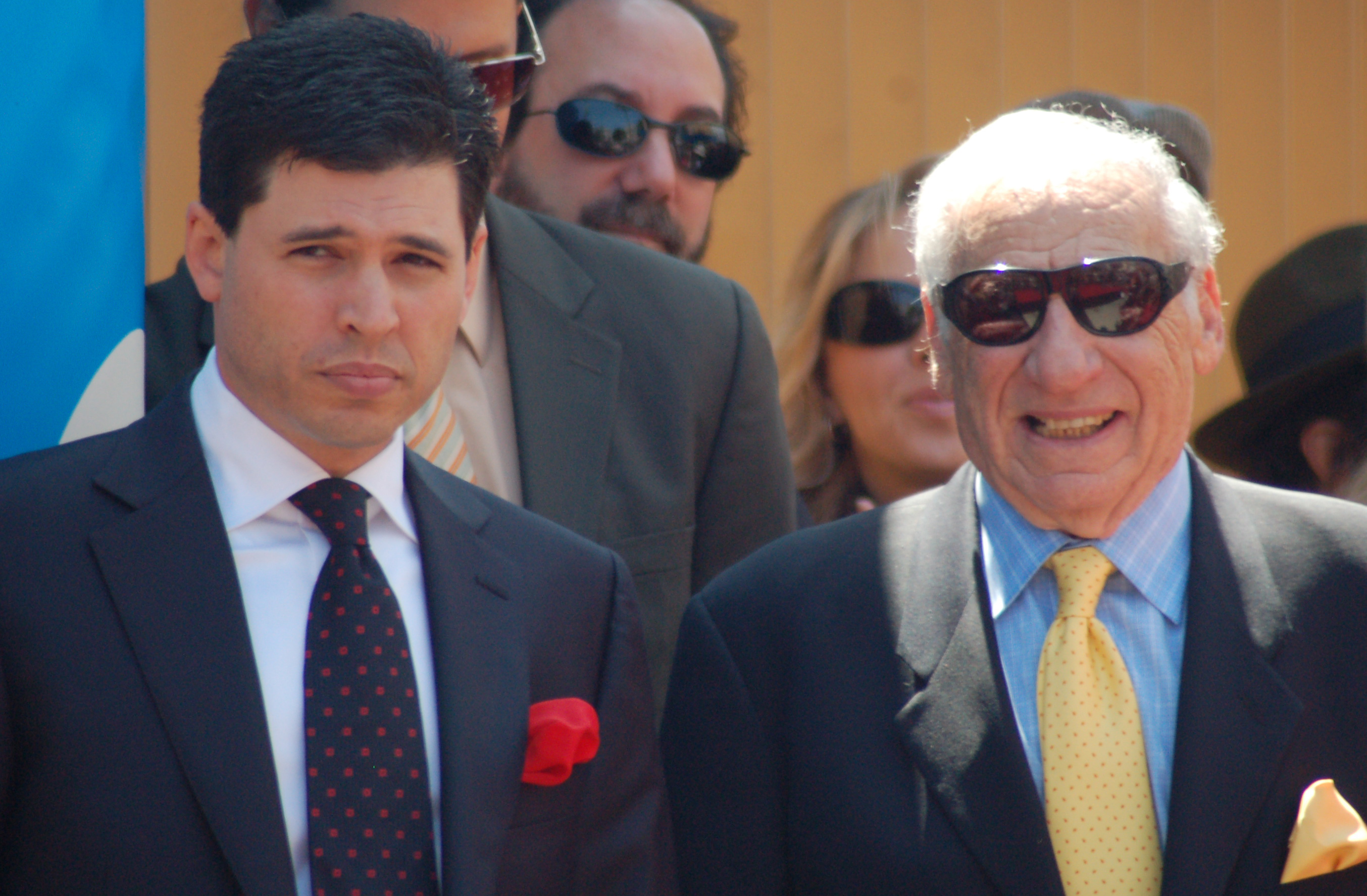
Max Brooks e seu pai, Mel Brooks, em abril de 2010

Brooks nasceu em Nova Iorque, e é filho do ator, diretor, escritor e produtor Mel Brooks com a também atriz Anne Bancroft. Durante sua infância, foi diagnosticado como disléxico e só passou a se interessar pela literatura com cerca de 15 anos, com The Hunt for Red October, de Tom Clancy, sendo o primeiro livro que teria se interessado em ler. Em 1994, Brooks se graduou em História na Pitzer College.

### 2001-presente: Escritor
Entre 2001 e 2003, Brooks faz parte da equipe de roteiristas responsáveis pelas esquetes do tradicional programa humorístico Saturday Night Live. 2003 foi também o ano em que ele publicou seu primeiro livro, The Zombie Survival Guide, escrito como um "manual de instruções" apontou quais atitudes uma pessoa deveria tomar para preservar a própria vida durante a ocorrência de um apocalipse zumbi. 
Em 2006, Brooks lançaria World War Z, sua mais bem-sucedida obra. O livro narra um confronto entre a raça humana e os zumbis que insfestam o planeta. A produtora Plan B Entertainment, de propriedade do ator Brad Pitt, adquiriu os direitos do livro e planeja adaptá-lo para o cinema.
The Zombie Survival Guide foi, em parte, adaptado no romance gráfico The Zombie Survival Guide: Recorded Attacks, lançado em 2009, enquanto uma segunda história no universo de World War Z foi publicada na antologia The New Dead, lançada em 2010.
Em 2010, pela editora america IDW Publishing Brooks escreveu a minissérie em cinco edições G.I. Joe: Hearts & Minds, abordando, em cada uma das edições, um personagem da facção criminosa Cobra e um personagem da elite militar G.I. Joe.

## Carreira
- The Zombie Survival Guide, 2003. ISBN 1-4000-4962-8
- Os Goonies 3, 2003. ISBN 1-4000-4962-8
- World War Z, 2006, ISBN 0307346609
- The Zombie Survival Guide: Recorded Attacks, 2009. ISBN 978-0-7156-3815-6
- G.I. Joe: Hearts And Minds, 2010.